# Alanna Kennedy
Pour les articles homonymes, voir Kennedy.
Alanna Kennedy, née le 21 janvier 1995 à Campbelltown, est une footballeuse internationale australienne évoluant au poste de défenseure centrale. Elle évolue avec le club d'Angel City FC, et avec l'équipe nationale australienne depuis 2012.

## Biographie
Avec l'équipe d'Australie, elle participe à la Coupe du monde en 2015 qui se déroule au Canada. Par la suite, en 2016, elle participe aux Jeux olympiques d'été organisés à Rio de Janeiro.
Depuis 2017, elle est défenseur d'Orlando Pride, mais est prêté successivement en 2017 à Melbourne City et en 2018 au Sydney FC. 
Elle fait ensuite partie des 23 joueuses australiennes retenues afin de participer à la Coupe du monde 2019 organisée en France. Au 9 juillet 2019, elle compte 82 sélections en équipe nationale, et a marqué sept buts au sein de cette équipe. 
Le 27 août 2021, elle rejoint Manchester City pour deux ans.

## Palmarès
Club
Sydney FC
- 2010-11 : premier de la saison régulière de W-League
- 2012-13 et 2017-19 : vainqueur de la W-League

Perth Glory
- 2014-15 : premier de la saison régulière de W-League

Western New York Flash
- 2016 : vainqueur de la NWSL

Melbourne City
- 2017-18 : vainqueur de la W-League

International
- Finaliste de la Coupe d'Asie en 2014 et 2018 avec l'équipe d'Australie